# Bernard Bosquier
Bernard Bosquier (19 de juny de 1942) és un exfutbolista francès, nomenat futbolista francès de l'any dos cops, els anys 1967 i 1968.

## Selecció de França
Va formar part de l'equip francès a la Copa del Món de 1966.